# Ferenc Velkey
Ferenc Velkey (15. november 1915 – 12. september 2008) var en ungarsk udendørshåndboldspiller som deltog under Sommer-OL 1936.
Han var en del af det ungarske udendørshåndboldhold, som kom på en fjerdeplads i den olympiske turnering. Han spillede tre kampe.